# Roberto Antonio
Roberto Antonio Rosales Arrieta, (Maracaibo; 30 de marzo de 1962), más conocido artísticamente como Roberto Antonio, es un cantautor y músico venezolano, intérprete de música tropical de géneros salsa y merengue. Ha sido influencia para muchos otros artistas, tales como: Miguel Moly, Leo Díaz, Diveana, Natusha o Karolina con K.
En 1985 sacó su primer disco, Mi Cocha Pechocha, seguido de Sacúdete nena (1988). Noches Cumbiaberas ha sido su último trabajo. Entre las mejores canciones destaca «Nadie como tú», «Esta pena me mata», «Desde que me dejaste», «Baja de esa nube», «Mentirosa (Remix»), entre otras. En 2018, estrenó su videoclip del tema «Estar contigo», logrando un moderado éxito en listas musicales y notoriedad en canales como HTV.

## Carrera artística
Se inició en 1984 con la orquesta Los Melódicos de Renato Capriles. En 1988 se lanza como solista y se dan a conocer sus interpretaciones en su país de origen, hasta que en 1989 se internacionaliza con canciones como «Marejada», «Noches de fantasía», «Ella pasó por aquí», «Ay Cariño». En 1992 colabora con la cantante franco-venezolana, Natusha en su nuevo trabajo discográfico para grabar el tema «Una pena tengo yo». 
En 1990 lanza Su Álbum Quién Sino Yo, el cual es bien recibido por sus fanes. En 1991 lanza su álbum Quién Sino Yo Remixes, el cual es el rémix del álbum anterior; sus canciones más resaltantes fueron: quién sino yo, nadie como tú (esa fue la canción más exitosa después de ay cariño) lo cual lo llevó a ser el rey del tecnomerengue venezolano, siendo uno de los artistas famosos por su forma de crear canciones y producirlas. Años más tarde sale al mercado Roberto Antonio 1 el cual obtiene éxito y posteriormente se lanzan los álbumes Roberto Antonio 2, 3, 4 y 5, los cuales le confieren grandes éxitos a su carrera.
En 1995 Ya él había logrado tal fama,ya que con temas como Nadie Como Tú, Mi Cocha Pechocha, Se Va A Dar Cuenta Y A Punto De Caramelo, lo tenían como uno de los artistas más importante de su género junto a Miguel Moly y más cuando sacan el remix, De Tres Canciones Junto Una De Ellas Ay Cariño y su colaboración con los melódicos le dio más internacionalidad en el mundo de la música dándole grandes premios y cosas por su excelente ritmo y admiración en la música.
En los 2000 en adelante fue un poco más bajo ya que debido al cambio musical global sólo pudo lograr poco pero al llegar el 2004 le cambio mucho con su álbum ahora y del Amor De Novela tema que salió en una telenovela del mismo nombre con el cual ganó varios éxitos hasta 2010 y 2012. 
Roberto Antonio ha sacado más de 25 álbumes en toda su trayectoria como artista musical. Su álbum penúltimo se llama Noches Cumbiaberas, que se compone de dos CD; fue uno de sus mejores trabajos y esto lo llevó a realizar varias giras internacionales. En 2012, también se unió al dueto Chino & Nacho, para interpretar un tema musical titulado Te estoy buscando.
En 2018 Saca su tema me enamoré de su álbum Diferente, cuál le ha dado una vibra buena hacia su seguidores quienes le han apoyado con múltiples descarga del tema en las principales aplicaciones como lo son Spotify, Sound Clound, I Tunes, Snaptube y muchas más además que ha sido un artista muy generoso,ya que ha hecho otro tema más el cual ha dejado a todos esperando su nuevo álbum.
Luego de "Me enamoré" sacó "Estar contigo", uno de los sencillos de su álbum Diferente, que combina varios géneros, lo que le ha dado popularidad y visitas en YouTube y en Spotify.

## Discografía
- Mi Cocha Pechocha (1985) (con Los Melódicos).
- Sacúdete nena (1988).
- Roberto Antonio (1988).
- Roberto Antonio II (1989).
- "Cuando estoy contigo" (1989)
- Baja de esa nube (1990).
- Ella pasó por aquí (1990).
- Ese macho si soy yo (1990).
- Quien si no yo (1990).
- Nadie como tú (1991).
- Una pena tengo yo (1991) (a dúo con Natusha).
- Kamboidea (2009).
- Sabroso (1991-1992).
- Derrumbe (1993).
- El Muerto Vivo (1993-1994).
- A Punto Caramelo (1997).
- Amor de novela(2007).
- Ahora (2005).
- Hay razón para vivir (2004).
- Solo éxitos (2001).
- A Vibrar (1999).
- Grandes éxitos Serie 32 (1998).
- Clásicos Latinos (1998).
- A Punto Caramelo (1996).
- Roberto Antonio V (1993).
- Mejor que nunca (1992).
- Roberto Antonio III (1991).
- Roberto Antonio II (1989).
- Roberto Antonio (1988).
- Roberto Y Sus Amigos (2000).
- Clásicos Latinos 2 (2001).
- Mi Vida Vivamos (2003).
- Sabroso 2 (2002).
- Cuando Estoy Contigo (2006).
- Cuando Estoy Contigo 2 (2008).
- Mi Amor Eterno (2009).
- 25 Éxitos (2010).
- Lo Mejor De...Roberto Antonio(2012).
- Mi Comandante (2013).
- Los Merengues Ay Ay Ay (2014).
- Los Merengues Ay Ay Ay2(2015).
- Noches Merengueras(2016).
- Noches Cumbiaberas(2016).
- Cuando Estoy Contigo/Exitos2 (2015).
- Adiós Amor EP (2017).
- Mis Merengues (2018).
- El Rey Del Tecnomerengue (2018)
- Diferente (2018).

## Temas
- «Quien si no yo».
- «Marejada».
- «Noches de fantasía».
- «Ay Cariño».
- «Amor de novela».
- «Mi cocha pechocha».
- «Sacúdete nena».
- «Tu Maní».
- «Cuando estoy contigo».
- «Ella paso por aquí».
- «Ese macho si soy yo».
- «Dime si me quieres».
- «Una pena tengo yo».
- «Mentirosa».
- «Desde que me dejaste».
- «Baja de esa nube».
- «Dame La Vida».
- «Regalarme una noche más».
- «Me Enamoré».
- «Estar contigo».